# استیل استون
استیل استون (Acetylacetone) یا به اختصار acac (اَک‌اَک) این ترکیب آلی با فرمول بسته C۵H۸O۲از خانوادهً دی کتون‌ها است.

## تهیه
اک اک در صنعت از نوآرایی گرمایی ایزوپروپنیل استات تولید می‌شود:
CH۲(CH۳)COC(O)Me → MeC(O)CH۲C(O)Me
این ماده در آزمایشگاه از طریق واکنش استون با استیک انیدرید تحت کاتالیزورBF3 تهیه می‌گردد:
(CH۳CO)۲O + CH۳C(O)CH۳ → CH۳C(O)CH۲C(O)CH۳
روش دیگر سنتز اک اک در آزمایشگاه، میعان کاتالیتیک بازی استون با اتیل استات است:
NaOEt + EtO۲CCH۳ + CH۳C(O)CH۳ → NaCH۳C(O)CHC(O)CH۳ + ۲ EtOH
NaCH۳C(O)CHC(O)CH۳ + HCl → CH۳C(O)CH۲C(O)CH۳ + NaCl

## کمپلکس‌های فلزی
اک اک در شیمی کوردیناسیون به عنوان لیگاند دودندانه یا کی لیت مورد استفاده قرار می‌گیرد.
ترکیبات زیر از مهمترین کمپلکس‌های فلزی اک اک هستند.
- Chromium(III) acetylacetonate
- Copper(II) acetylacetonate
- Copper(I) acetylacetonate
- Manganese(III) acetylacetonate
- Nickel(II) acetylacetonate
- Vanadyl acetylacetonate
- Zinc acetylacetonate
- Iridium acetylacetonates
- Aluminium(III) acetylacetonate